# 巩献田
巩献田（1944年12月—），今山东省淄博市桓台县人，北京大学法学院法理学教授。 

## 经历
巩献田1944年生于今山东省淄博市桓台县，1967年北京政法学院毕业，获法学学士学位；1981年7月于北京大学法律系毕业，获法学硕士学位；1987年4月于南斯拉夫萨拉热窝大学毕业，获法学博士学位。
2005年8月12日发表公开信，认为《中華人民共和國物權法》草案违反《中华人民共和国宪法》，背离社会主义公有制原则，有人认为这是《物权法》推迟交付全国人大表决的因素之一。